# Haffmans Verlag
Der Haffmans Verlag war ein Schweizer Verlag, der zwischen 1982 und 2001 bestand. Er wurde von Gerd Haffmans, Thomas Bodmer und Urs Jakob in Zürich gegründet und verlegte rund 700 Bücher.

## Geschichte
Gerd Haffmans war vorher Lektor beim Diogenes Verlag. Ein Motiv für die Gründung eines eigenen Verlags war für Haffmans, dass er beim Diogenes Verlag Autoren wie Robert Gernhardt oder Hans Wollschläger nicht durchsetzen konnte. Erster Autor des Haffmans Verlags war dann auch Robert Gernhardt. Auch andere Autoren der Neuen Frankfurter Schule, wie zum Beispiel F. W. Bernstein oder Eckhard Henscheid, später auch Max Goldt, wurden von Haffmans verlegt. Arno Schmidt erhielt eine großangelegte Werkausgabe, die nach Ende des Verlags im Suhrkamp Verlag weitergeführt wurde. Angelsächsische Autoren wie Julian Barnes, David Lodge oder David Sedaris kamen hinzu. Ein weiterer Schwerpunkt des Verlags war die Neuausgabe und Neuübersetzung von Klassikern, etwa Arthur Conan Doyle, Gustave Flaubert, Rudyard Kipling, Edgar Allan Poe, Arthur Schopenhauer, William Shakespeare oder Laurence Sterne. Eine Besonderheit des Verlags war die anspruchsvolle und teilweise aufwändige Gestaltung der Bücher durch den Hersteller und geschäftsführenden Gesellschafter Urs Jakob. Illustrationen stammten unter anderem von Wolfgang Herrndorf. 
Im Jahr 2001 ging der Verlag in Konkurs. Haffmans setzte sein Verlagsprogramm ab 2002 bei Zweitausendeins in der Reihe Haffmans Verlag fort. Ab 2011 war er – gemeinsam mit Urs Jakob – im Berliner Verlag Haffmans & Tolkemitt tätig, dessen alleiniger Gesellschafter Till Tolkemitt war, der auch den Verlag Rogner & Bernhard führte. Ende 2015 beantragten beide Verlage die Eröffnung eines Insolvenzverfahrens.

### Verlagsprodukte
- Das von 1982 bis 2001 im Haffmans Verlag erschienene „Magazin für jede Art von Literatur“, Der Rabe, wurde von Gerd Haffmans herausgegeben.
- Unter dem Label Raben-Records erschienen beim Haffmans Verlag Tonträger wie zum Beispiel CDs von Robert Gernhardt, Harry Rowohlt, Gerhard Polt oder Herbert Feuerstein.